# Операція «Майгевіттер»
Опера́ція «Майгеві́ттер» (нім. Maigewitter — Травнева гроза) — операція німецьких військ проти білоруських і польських партизанів у травні 1943 року.